# حركة غزة الحرة

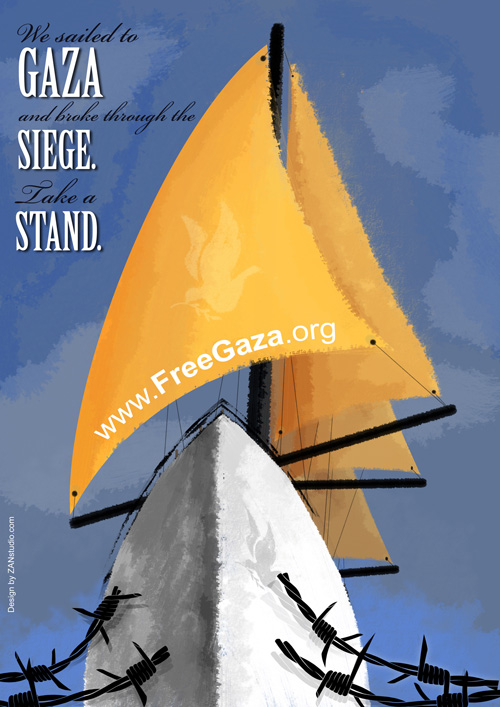
شعار حركة غزة الحرة

حركة غزة الحرة (بالإنجليزية: The Free Gaza Movement)‏ هي حركة تأسست في سنة 2006 على إثر فرض حصار مشدد على قطاع غزة من قبل إسرائيل. تضم الحركة مدافعين عن حقوق الإنسان وعاملين في المجال الإنساني وصحافيين من جنسيات مختلفة. في 23 أغسطس 2008 قامت المنظمة بكسر الحصار المفروض على غزة وذلك إثر وصول سفينتي ليبرتي وفري غزة إلى مياه غزة. هدفت المنظمة من وراء هذه العملية إلى تسليط الضوء على الحصار المفروض على القطاع في وقت اعتبرت فيه المنظمات الدولية الوضع الإنساني في القطاع «الأسوأ» منذ نكسة حزيران. أملت المنظمة في تسليط الضوء على الحصار المفروض على القطاع. وكانت منظمات غير حكومية، قد قالت في مارس، أن الوضع الإنساني في قطاع غزة الذي يضم 1,5 مليون شخص، هو الأسوأ منذ احتلال إسرائيل للقطاع عام 1967.

## الإبحار في أغسطس 2008
حدث الإبحار الأول في أوائل أغسطس 2008. نظمته حركة غزة الحرة وحركة التضامن الدولية. مُنع العديد من أعضاء الأخير من دخول إسرائيل لأسباب أمنية. ووفقًا لموقع «حركة غزة الحرة» على شبكة الإنترنت، فإن المجموعة كانت تهدف إلى أن يعبر القارب «المنطقة الأمنية الخاصة» التي أعلنتها إسرائيل لتقديم 100 أداة مساعدة للسمع لجمعية خيرية فلسطينية كشكل من أشكال المساعدات الإنسانية. وقالت قصة في صحيفة هاآرتس ومقرها إسرائيل إن المنظمين كانوا يحاولون إثارة اشتباك مع البحرية التي ستنتهي بالاعتقالات. قال متحدث باسم المجموعة: «نأمل أن يكون لدى الحكومة الإسرائيلية بعض الحكمة. إن جرنا وإلقاء القبض علينا والقول بطريقة أو بأخرى إننا خطرون أمر سخيف.» 
جمعوا 300000 دولار من التبرعات الخاصة واشتروا سفينتين. مجموعة خططت أصلا للتخلي عن بيرايوس في 1 أغسطس 2008، وتوقف عند العديد من الجزر اليونانية، ومن ثم الإبحار من قبرص إلى غزة في أغسطس 5. وقال منظمو غزة الحرة المقابلات أنهم لا يحاولون الإبحار من مصر أو عن طريق المياه المصرية لأنهم «لا يريدون الإدلاء ببيان سياسي» يشيرون إلى أن مصر لا توافق على الخطة. أعرب المسؤولون القبارصة عن قلقهم بشأن مغادرة القارب من شواطئهم، لكنهم قالوا إنهم لا يستطيعون منعه.
في 23 أغسطس وصلت السفن إلى غزة. البحرية الإسرائيلية لم توقفهم، لكن القاربين واجهوا صعوبة كبيرة في اتصالاتهم، وهي مشكلة ألقوا باللوم فيها على التشويش من قبل إسرائيل في محاولة لمنعهم من الوصول إلى غزة.

### النتائج
لم يعود المواطن الإسرائيلي جيف هالبر إلى قبرص على متن القوارب، لكنه سافر إلى إسرائيل عبر معبر إيرز. تم اعتقاله وقيل له إنه سيتم محاكمته لخرقه القانون الإسرائيلي الذي يمنع مواطنيها من دخول قطاع غزة. تعتقد متحدثة باسم حركة غزة الحرة أن وزارتي الخارجية والداخلية الإسرائيلية قد سمحتا للقوارب بالهبوط في غزة، وأنها تعتقد أن هذا يعني أنهم جميعًا في غزة بشكل قانوني.
رُفضت لورين بوث شقيقة توني بلير من السماح لها بالعبور من غزة إلى مصر وإسرائيل بعد وصولها. بعد أربعة أسابيع حصلت على تصريح بالعبور في معبر رفح الحدودي إلى مصر.

## الإبحار في أكتوبر 2008
حدث الإبحار الثاني في أواخر أكتوبر. وصل يخت الحركة الذي يبلغ طوله 66 قدمًا، والذي يحمل اسم (كرامة)، إلى ميناء غزة في 29 أكتوبر. وكانت السفينة تحمل 26 ناشطًا وإمدادات طبية. على الرغم من أن المسؤولين الإسرائيليين أعلنوا في البداية أنهم سيوقفون السفينة، إلا أنه تم اتخاذ قرار في اللحظة الأخيرة للسماح للسفينة بدخول غزة. وكان من بين الركاب مريد كوريجان الحائزة على جائزة نوبل للسلام عام 1976 وعضو المجلس التشريعي الفلسطيني مصطفى البرغوثي. في يوليو 2009 تم إبعاد أربعة مواطنين من المملكة المتحدة قرروا البقاء في غزة عند المعابر الحدودية الإسرائيلية والمصرية على مدار عدة أسابيع عندما حاولوا المغادرة.

## ديسمبر 2008 - فبراير 2009
حاولت حركة غزة الحرة الوصول إلى غزة مرتين خلال الصراع بين غزة وإسرائيل.
في 29 ديسمبر 2008، أبحرت كرامة من قبرص متجهة إلى غزة، في محاولة لتوصيل 3.5 طن من الإمدادات الطبية لسكانها. أُجبر القارب، الذي صعدته كاويمهي بوترلي وسينثيا مكيني وصحفيون من قناة الجزيرة وسي إن إن، ثلاثة جراحين منهم الدكتورة إيلينا ثوهاروس، على العودة إلى الوراء بعد اعتراضها من قبل السفن البحرية الإسرائيلية. غزة. وفقا لحركة غزة الحرة، صدمت السفن الحربية الإسرائيلية سفينتها ثم أطلقت رشاشاتها في الماء. وتقول إسرائيل إن القارب لم يستجب للاتصال بالراديو البحري الإسرائيلي. لعدم وجود ما يكفي من الوقود للعودة إلى قبرص، رست السفينة في لبنان بأضرار جسيمة.
صرح وزير الخارجية القبرصى للإذاعة العامة بأن بلاده ستقدم احتجاجا رسميا على الحادث. وصف متحدث باسم وزارة الخارجية الإسرائيلية ادعاء صدع الكرامة بأنه «سخيف» مع إنكار أي نية. ووصفت القنصلية العامة لإسرائيل في جنوب شرق الولايات المتحدة الأمريكية ماكيني بأنها «غير مسؤولة»، متهمة إياها بـ «الاستفزاز» الذي يعرض الكثير من الناس للخطر.
في يناير / كانون الثاني، حاولت حركة غزة الحرة مرة أخرى إحضار النشطاء وتسليم المساعدات الإنسانية إلى غزة في إطار العبارة التي أوقفتها اليونانيون والتي أوقفت عن العمل وهي أريون . تخلى نشطاء غزة الحرة البالغ عددهم 21، ومن بينهم العديد من الأطباء، عن رحلتهم بعد أن واجهت السفينة سفن حربية إسرائيلية حذرتهم من مغادرة المنطقة. أبلغت اليونان الحكومة الإسرائيلية بنقلها للمساعدات الإنسانية قبل أيام، لكنها حذرت قادة الحملة أيضًا من مخاطرها.
آخر بقعة استراحة للكرامة في ميناء قبرصي بعد غرقها أثناء العاصفة.
في 3 فبراير 2009، تم إرسال سفينة من قبل حركة غزة الحرة ومجموعة لبنانية، هي اللجنة الوطنية الفلسطينية لمقاومة الحصار. قال المنظمون إن السفينة تالي، وهي سفينة شحن مسجلة في توغو، "تحمل أكثر من 60 طناً من المساعدات الإنسانية إلى قطاع غزة". [بحاجة لمصدر] في 5 فبراير، أطلقت أعيرة نارية وصعدت القوات الإسرائيلية السفينة. وقال سلام خضر من الجزيرة من على متن طالي "إنهم يوجهون بنادقنا؛ إنهم يركلوننا ويضربوننا. إنهم يهددون حياتنا". ثم تم نقل السفينة إلى ميناء أشدود الإسرائيلي. وفقًا لصحيفة هاآرتس، "قال الجيش الإسرائيلي إن القوات عثرت على حوالي 150 زجاجة من المياه المعدنية وعشرات الكيلوجرامات من الغذاء والدواء على متنها... بالإضافة إلى 10000 وحدة من بلازما الدم البشري التي تتطلب تبريدًا ثابتًا. أسلحة على متن السفينة.

## الإبحار في يونيو 2009

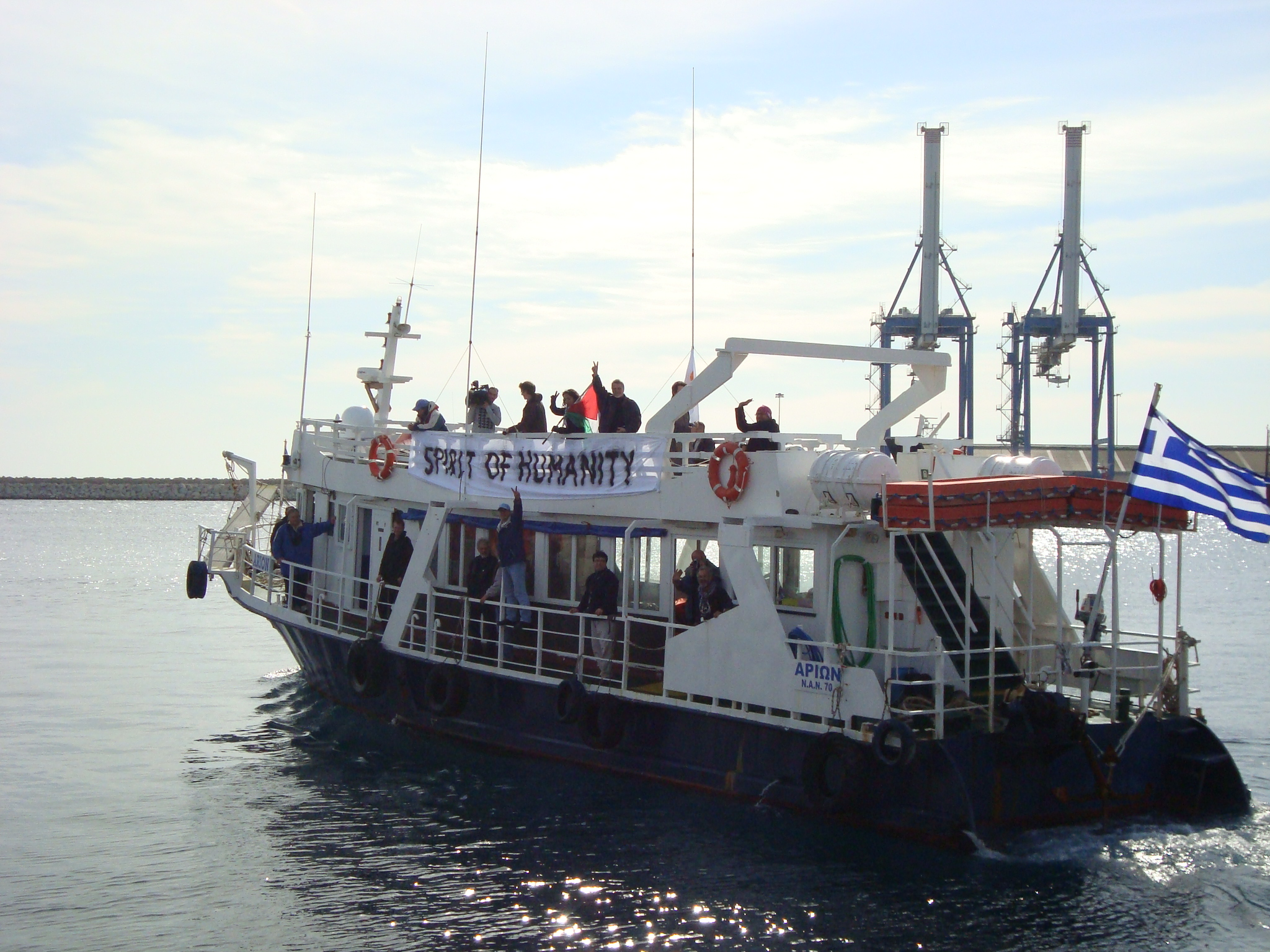
روح الإنسانية

عادت حركة غزة الحرة إلى قبرص في مارس 2009، لتبدأ في تنظيم رحلات الصيف. تم تغيير اسم أريون إلى روح الإنسانية وأبحر من ميناء لارنكا في 29 يونيو. ومن بين الناشطين الـ 21 الذين كانوا على متنها عضوة الكونغرس السابقة سينثيا ماكيني والحائزة على جائزة نوبل مايريد ماجواير. وكان من بين الصحفيين الستة اثنان من قناة الجزيرة وصانع الأفلام الوثائقية آدم شابيرو. كانوا يتجهون نحو غزة بثلاثة أطنان من الإمدادات الطبية وحمل رمزي من مواد البناء.
في 30 يونيو، استولت البحرية الإسرائيلية على السفينة قبالة ساحل غزة. وأصدر الجيش الإسرائيلي في وقت لاحق بيانًا يقول فيه إن القارب حاول كسر الحصار المفروض على غزة وأجبر على الإبحار إلى ميناء إسرائيلي بعد أن تجاهل رسالة إذاعية بالبقاء خارج مياه غزة. تم سحب روح الإنسانية إلى أشدود وتم احتجاز الطاقم في انتظار إجراءات الترحيل. بعد فحص أمني للإمدادات الإنسانية، وعد المسؤولون الإسرائيليون بتسليمها إلى غزة عن طريق البر. غريتا برلين، ممثلة حركة غزة الحرة في قبرص، قالت: «نحن غاضبون، لقد سرقوا قاربنا وخطفوا شعبنا». يلقي المسؤولون الإسرائيليون باللوم على الجماعة في الخلاف، قائلين إنهم كانوا يبحثون عن المواجهة لجذب الدعاية.
تم إطلاق سراح نشطين إسرائيليين إضافيين في اليوم التالي. في 3 يوليو، تم ترحيل خمسة نشطاء بحرينيين. زار وفد من البحرين إسرائيل بصفة رسمية لأول مرة لمرافقة المرحلين رغم أن المسؤولين قالوا إنه لا توجد أهمية أخرى لهذه الزيارة. تم تأجيل إطلاق سراح مكيني والآخرين بعدما رفضوا التوقيع على وثيقة تعترف بأنهم انتهكوا الحصار الإسرائيلي. من مركز احتجاز غيفون للهجرة في الرملة، قال ماغواير إن «أوامر الترحيل ليست مناسبة لنا، حيث تم نقلنا إلى إسرائيل ضد إرادتنا». تمت معالجة النشطاء المتبقين وإطلاق سراحهم في الفترة من 5 يوليو إلى 8 يوليو.

## الإبحار في مايو 2010
اشتركت حركة غزة الحرة ومؤسسة الإغاثة الإنسانية (IHH) في إرسال عدة سفن إلى قطاع غزة في مايو 2010. وتنسيقًا مع حركة غزة الحرة، قامت العديد من منظمات حقوق الإنسان، بما في ذلك مؤسسة الإغاثة التركية (IHH) ومؤسسة بيردانا أرسلت منظمة السلام العالمية من ماليزيا، والحملة الأوروبية لإنهاء حصار غزة، ومبادرات القارب السويدي واليوناني إلى غزة ثلاث سفن شحن محملة بإعادة الإعمار واللوازم الطبية والتعليمية. رافقت سفن الشحن متعددة الركاب على متنها أكثر من 600 شخص. وكان من بين الركاب أعضاء في البرلمان من جميع أنحاء العالم، والأمم المتحدة، ونشطاء حقوق الإنسان ونقابات العمال، بالإضافة إلى الصحفيين لتوثيق أكبر جهد منسق لمواجهة الحصار الإسرائيلي المفروض على غزة مباشرة والحصول على الإمدادات الأساسية. وتشمل هذه MV راشيل كوري . ردًا على الخطط، قال متحدث باسم وزارة الخارجية الإسرائيلية: «هؤلاء الناس لا يدعمون الفلسطينيين ولا يدعمون حتى القضايا الإنسانية. إنهم يشاركون في شيء واحد فقط، وهو خلق استفزازات وللتعاون مع دعاية حماس».
عرضت عائلة الجندي الإسرائيلي الأسير جلعاد شاليط على منظمي الأسطول دعمًا كاملاً شريطة أن «يحثوا حماس، بالإضافة إلى مطالبهم بأن ترفع الحصار، على السماح للجندي بتلقي الرسائل والعبوات الغذائية من عائلته والسماح للمنظمات الدولية لزيارته». وفقًا للمحامي نيك كوفمان، الذي توجه إلى حركة غزة الحرة نيابة عن عائلة الجندي المخطوف، تم رفض العرض. أنكرت المجموعة بشدة هذا، قائلة إنهم طالبوا دائمًا بالإفراج عن جميع السجناء، بمن فيهم السجناء الفلسطينيين في إسرائيل، وأنهم قبلوا طلب السيد كوفمان لكنهم لم يسمعوا به منذ ذلك الحين.
في 27 مايو 2010، ذكرت صحيفة جيروزاليم بوست أن المشاركين من بينهم محمد تسوالها وساهر البيراوي، الذين وصفتهم بأنهم نشطاء حماس، على الرغم من عدم وجود أي شخص في أي من بيانات الركاب، وكذلك الشيخ رائد صلاح، قائد الفرع الشمالي للفرع. الحركة الإسلامية في إسرائيل. كما كان هناك حوالي 700 من الناشطين المؤيدين للفلسطينيين على متن القوارب، بما في ذلك Mairead Corrigan Maguire الحائز على جائزة نوبل للسلام في أيرلندا عام 1976 والمشرعون الأوروبيون والناجي من الهولوكوست، هيدي إبشتاين، 85.
بدأت الأسطول المكون من ست سفن الرحلة في 30 مايو 2010. وقبل الفجر في صباح اليوم التالي، كانت السفن على اتصال مع البحرية الإسرائيلية في المياه الدولية قبالة ساحل غزة. ذكرت قناة الجزيرة الفضائية عبر الهاتف من السفينة التركية التي تقود الأسطول أن القوات البحرية الإسرائيلية أطلقت النار على «سفينة مرمرة الزرقاء» (مافي مرمرة الجميسي) وصعدت إليها. يقول الجيش الإسرائيلي إن الجنود تعرضوا للهجوم بالسكاكين والأندية أثناء ركوبهم. وتقول إن الجنود فتحوا النار بعد أن أمسك محتج بسلاح من أحد أفراد قوات الكوماندوس وأطلق النار على واحد أو أكثر من أفراد القوات الخاصة. منظمو الأسطول إن القوات فتحت النار فور اقتحامها للسفن. التقارير تشير إلى مقتل ما يصل إلى 16 شخصًا بالإضافة إلى عشرات الإصابات.
في أغسطس / آب، اعتقل الجيش الإسرائيلي العديد من الجنود الإسرائيليين، واتهمهم ببيع أجهزة الكمبيوتر المحمولة الخاصة بالركاب.

## جدال
اتُهمت غريتا برلين، مؤسس حركة غزة الحرة، بأنها معادية للسامية في أعقاب تغريدة مثيرة للجدل، نشأت من حسابها على فيسبوك، ونشرت تحت عنوان حركة غزة الحرة. تقول تغريدة «الصهاينة أداروا معسكرات الاعتقال وساعدوا في قتل الملايين من اليهود الأبرياء» واحتوى على رابط لمقطع فيديو بهذا الاسم، خطاب ألقاه نظري المؤامرة يوستاس مولينز يؤكد أن الصهاينة مسؤولون عن الهولوكوست وهم من المعجبين بهتلر. قامت حركة غزة الحرة في وقت لاحق بحذف التويت. اعتذرت برلين بمجرد أن أصبحت المشاركة معروفة لجمهور أوسع، وأعلنت أنها «شاركتها دون مشاهدتها»،  ولم تتضمن أي تأييد. عن آراء مولينز المعادية للسامية. كتبت أنها تنوي نشر الفيديو والتعليق في مجموعة خاصة على Facebook حيث كانت تشارك في مناقشة دعاية مماثلة. نشرت لاري ديرفنر بيانًا لستة عشر شخصًا قائلًا «لدينا مجموعة صغيرة وسرية على Facebook ، تضم 37 عضوًا» وأن المجموعة كانت تناقش«دور الحركة الصهيونية خلال الهولوكوست» عندما نشرت برلين ملاحظاتها. ردًا على صوت اليهود من أجل السلام الذي كان يشارك في تنظيم الأحداث مع حركة غزة الحرة وبرلين، نأى بنفسه عن برلين وحركة غزة الحرة.

## استقبال
كتب جيفري جولدبيرج أن حركة غزة الحرة هي «الطليعة الرائدة في الحملة الدولية لنزع الشرعية عن إسرائيل وتحقيقها كوطن وطني للشعب اليهودي»، وأنهم «منظمة منافقة» كما يقول منذ احتجاجهم على إسرائيل جزء من الحصار ولكن ليس الحصار المصري لغزة.